# 迟志强
迟志强（1958年10月16日—），中国演员、歌手。出生于黑龙江的哈尔滨。16岁时拍摄了第一部电影《创业》，随后在《小字辈》、《夕照街》 、《月到中秋》、《顾此失彼》等影片担任主演。1979年被评为第二届“全国优秀青年演员”。1983年10月，因“流氓罪”被判监禁4年。1985年10月，被减刑两年提前出狱。其演唱的歌曲有《愁呀愁》、《铁窗泪》、《钞票》、《心声》等。

## 入獄
遲志強在1980年代初期的中國大陸地區，已成為家喻戶曉的當紅明星。據遲志強後來自述，遲志強到南京拍攝影片《月到中秋》時，「八九個男孩和女孩經常在一起玩，聽著鄧麗君的《甜蜜蜜》，跳貼面舞，看內部小電影」。在期間，遲志強認識了一位比自己大10歲的離了婚的女子，並且和其糊裡糊塗的發生了關係。他們經常在一起跳舞，而那時的風氣還不允許跳舞，特別是他們還喜歡聽鄧麗君的《甜蜜蜜》，而鄧麗君的歌在當時卻是被稱為「靡靡之音」。其後，遲志強被鄰居告發亂搞男女關係、跳光屁股舞等等，而實際上遲志強他們只是跳貼面舞。1983年10月，正在在河北拍攝電影《金不換》的遲志強被警方拘捕。當時南京市公安局經過調查取證後，決定不對遲志強追究刑事責任，只要求電影廠內部處理。1984年5月6日，《中国青年报》刊出《银幕上的新星，生活中的罪犯———记迟志强从堕落到犯罪》一文，称迟志强有强奸、轮奸等“流氓罪行”。由於遲志強名氣大，隨著媒體的不斷曝光，將此事添油加醋的傳播出去，引起了全國人的關注，並且還激起了不明真相者的民憤。最後南京市中级人民法院以流氓罪判處遲志強有期徒刑四年。遲志強一案，所有涉案人員均按「流氓罪」論處。

## 监狱歌曲
迟志强出獄後，因演唱系列監獄歌曲而再次廣為人知，如《铁窗泪》等。但後被證實，遲只參與了歌曲中的念白和封面拍攝，製作人只是利用其名氣，真正的原唱為翟惠民（吉林人）。